# Església Sionista d'Atenis
L'Església Sionista d'Atenis (en georgià: ატენის სიონი), és un edifici de l'església Ortodoxa Georgiana del segle VII situada en el poble d'Atenis, a uns 10 km al sud de la ciutat de Gori a Geòrgia. L'església està dedicada a l'Assumpció de la Mare de Déu. Es troba en una zona de la vall del riu Tana coneguda no únicament pels seus monuments històrics sinó també pels seus pintorescs paisatges i vins.

## Història

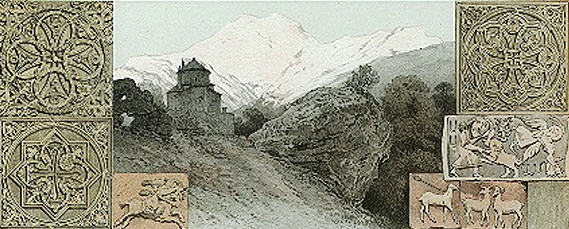
Dibuixos de l'església i detalls, publicats 1847.

L'església Sionista d'Atenis va ser construïda en la primera meitat del segle VII. El disseny de l'església és molt similar al del Monestir de Givari a Mtskheta, que en general es considera que ho va precedir i, per tant, alguns historiadors de l'art l'han descrit com una església de «tipus Givari». A prop de l'església es troben les ruïnes de la ciutat medieval fortificada d'Atenis. El nom de «Sionista» està associat amb el Mont Sió a Jerusalem.
Durant el segle X l'església va ser renovada i els noms dels arquitectes s'esmenten a les inscripcions de l'església. Com l'arquitecte armeni de Tondosak que declara: «Jo, Tondosak, el constructor d'aquesta església sagrada» en una inscripció Armènia en la façana sud.
A les parets de l'església hi ha inscripcions en georgià, grec, armeni i siríac. També es troben els 3 tipus d'escriptura georgiana : asomtavrouli, nuschuri i menthrouli. Les inscripcions a nuskuri daten del 835 i les inscripcions a mentrouli del 980.
L'església va ser tancada durant el període soviètic a partir de 1920. Al 1970, es van iniciar treballs de restauració en l'edifici per reforçar les façanes i el sostre. Des de 1989 ha estat operativa i el treball de manteniment en els frescs ha continuat.

### Relleus i decoracions al exterior de l'església

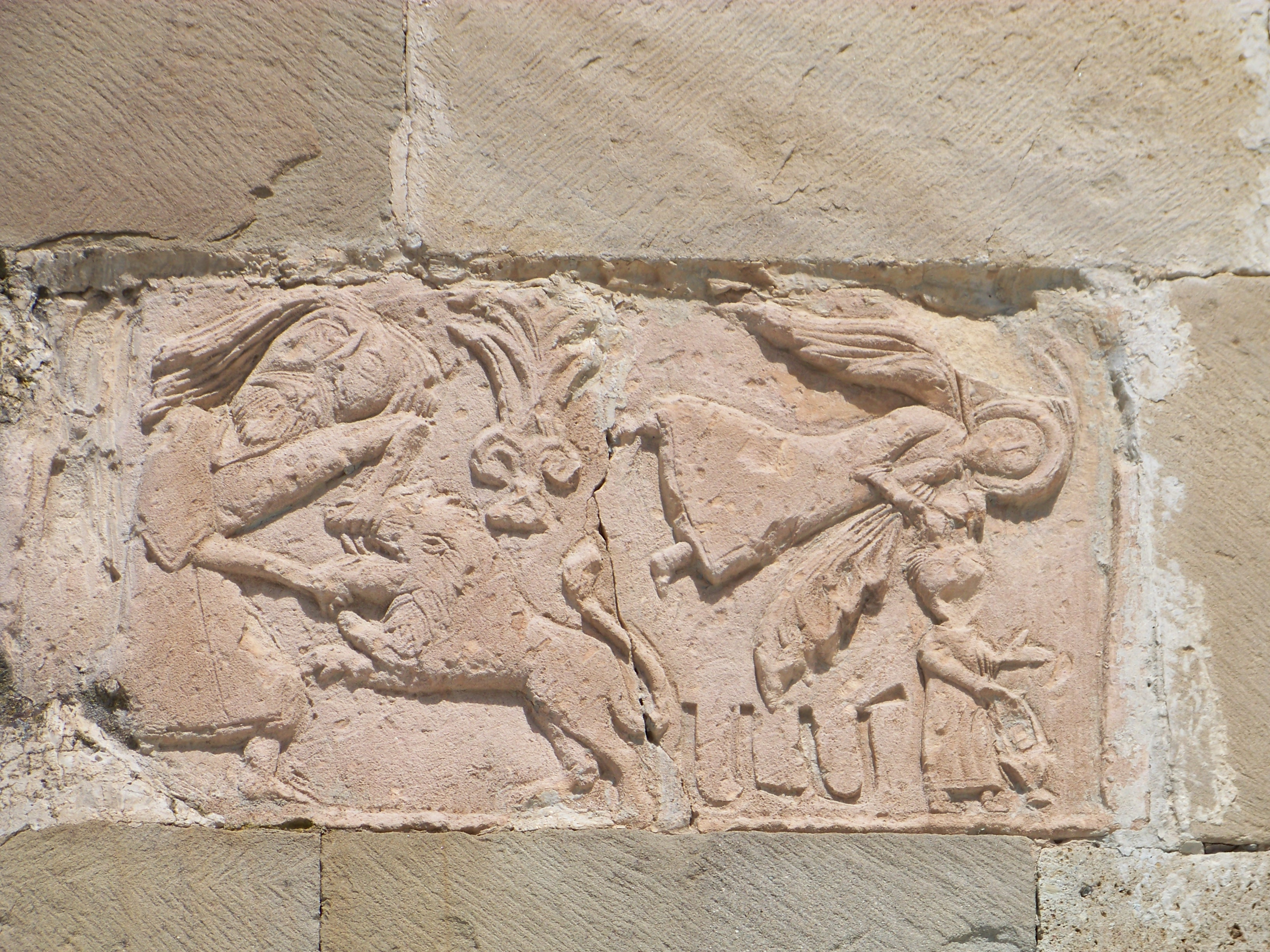
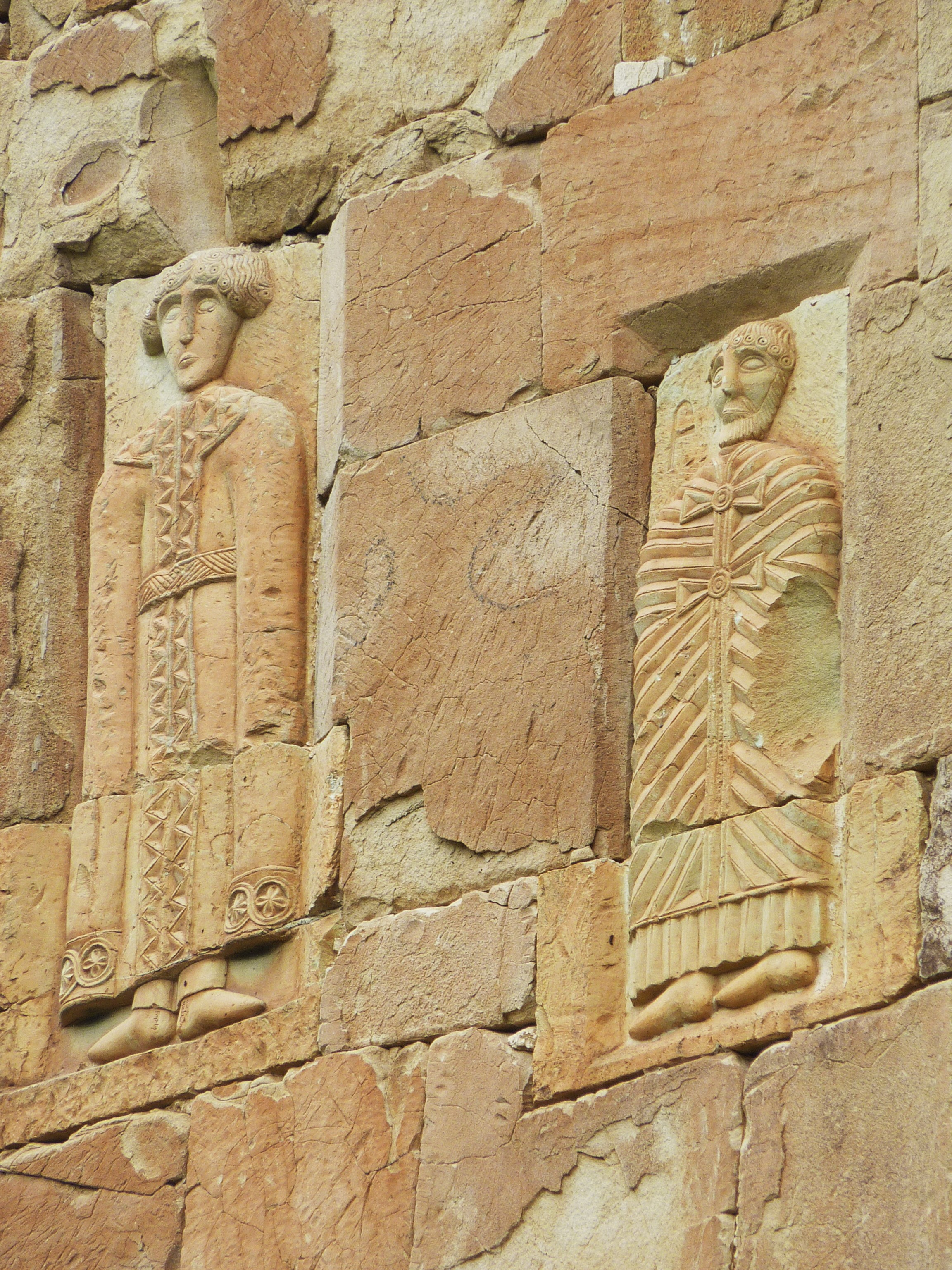
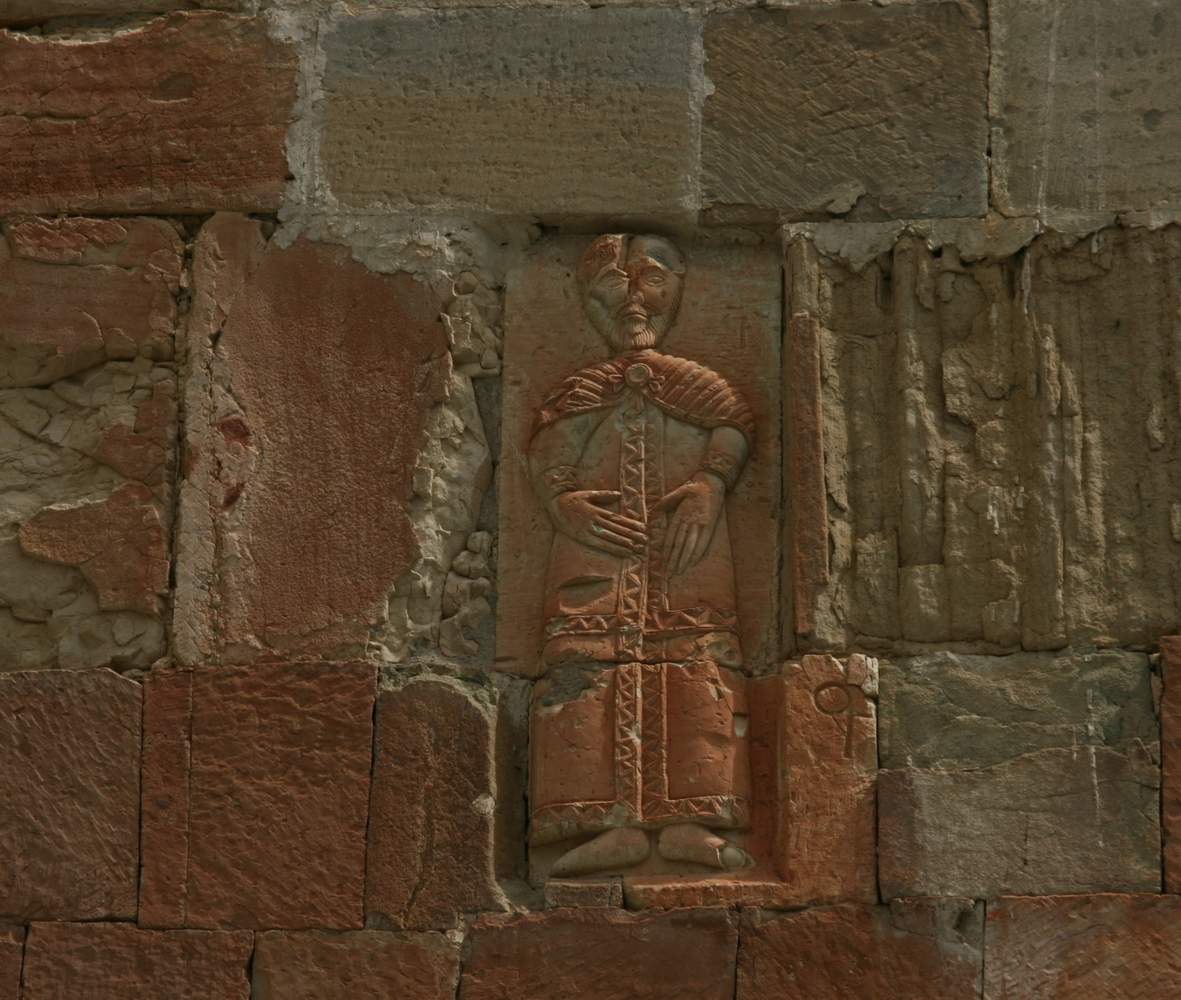
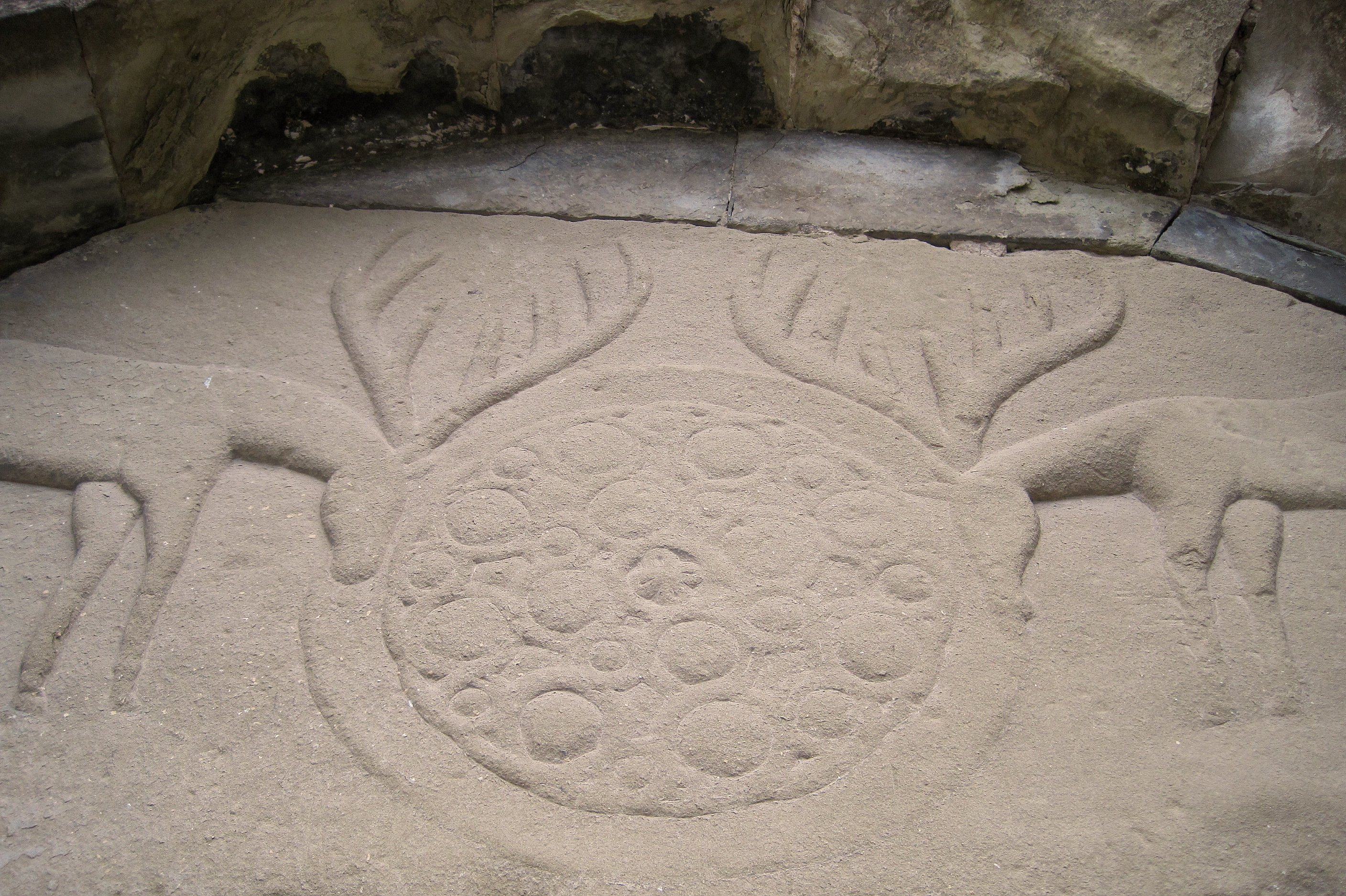

## Descripció

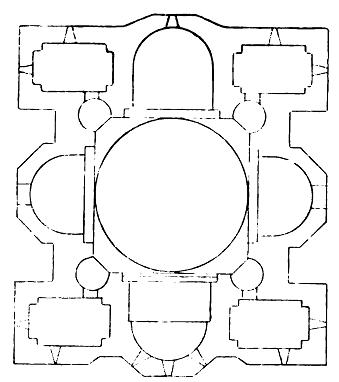
plànol de l'església.

Aquesta església és un exemple primitiu d'una església quadrangular voltada. Té una forma cruciforme amb dimensions internes de 24 m x 19,22 m. Les seves façanes estan cobertes amb pedres rectangulars tallades de color gris verdós i estan decorades amb adorns i relleus.
Des del segle xi, els frescs dintre de les esglésies georgianes han estat quasi obligatoris. L'església Sionista d'Atenis està dedicad[a l'Assumpció de la Verge, i encara que els frescs segueixen el camí tradicional de la iconografia georgiana, Theotokos és la forma central i molts dels frescs conten la seva història. Inclou escenes de l'Anunciació amb l'arcàngel Gabriel i El somni de Josep. En els frescs es representen també els retrats de reis georgians i senyors feudals: George Tskodidi, David II el constructor, Bagrat II, Jordi II i la reina Izducht.
A l'església hi ha abundants inscripcions d'interès històric, com en honor d'Adarnases I de Tao, el primer aristòcrata de la dinastia Bagrationi georgià justificat, que va ser el pare d'Asoci I d'Ibèria, el fundador de la nova generació reial. Diversos nobles han estat enterrats a l'església Sionista d'Atenis i les seves inscripcions indiquen els seus noms, dates de naixement i mort.

### Pintures al fresc de l'interior de l'església

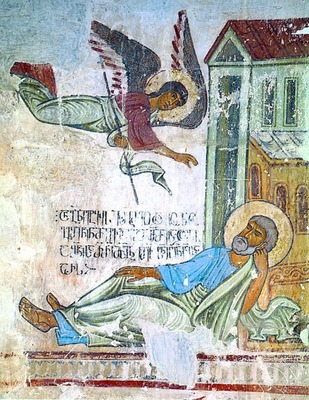
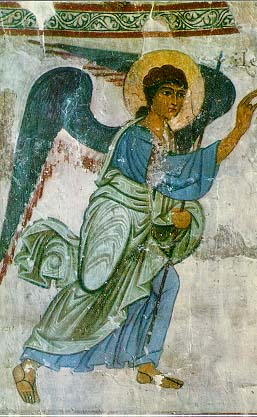
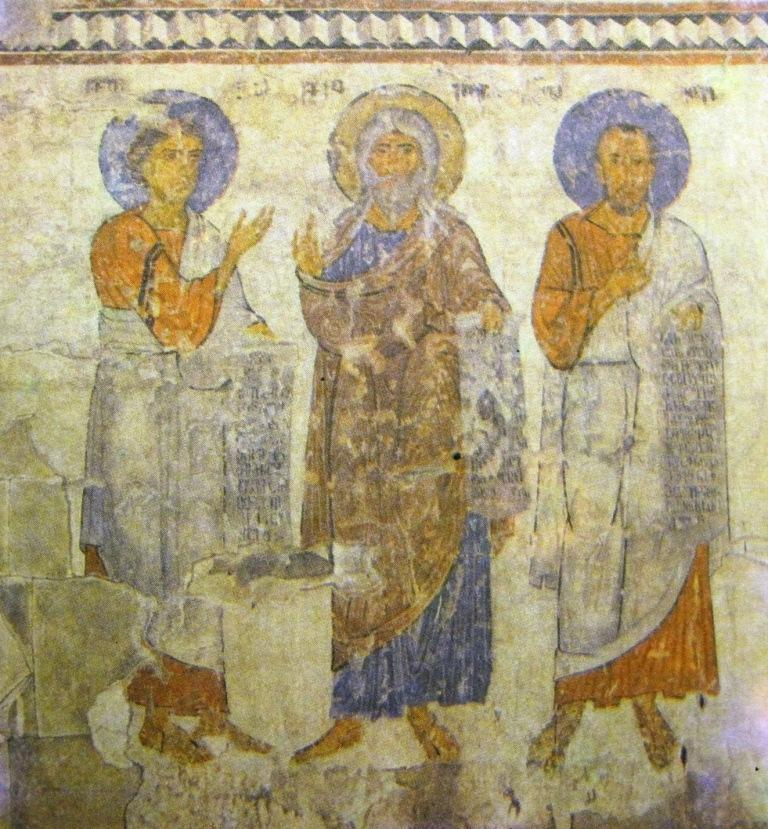
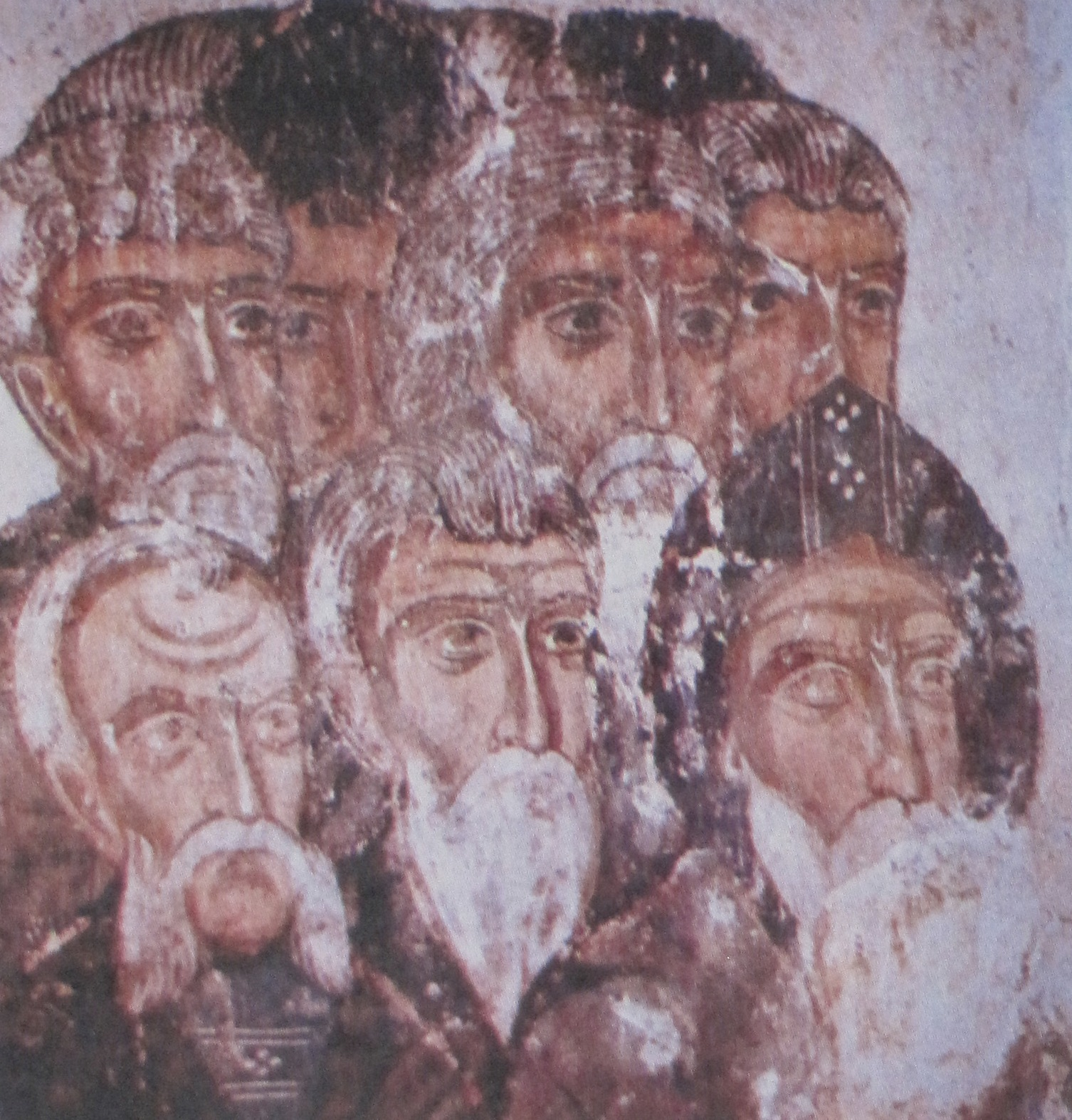